# Cantonul Arcis-sur-Aube
Cantonul Arcis-sur-Aube este un canton din arondismentul Troyes, departamentul Aube, regiunea Champagne-Ardenne, Franța.

## Comune
| Comune                      | Populație (1999) | Cod poștal | Cod INSEE |
| --------------------------- | ---------------- | ---------- | --------- |
| Allibaudières               | 254              | 10700      | 10004     |
| Arcis-sur-Aube              | 2 981            | 10700      | 10006     |
| Aubeterre                   | 212              | 10150      | 10015     |
| Champigny-sur-Aube          | 76               | 10700      | 10077     |
| Charmont-sous-Barbuise      | 874              | 10150      | 10084     |
| Le Chêne                    | 241              | 10700      | 10095     |
| Feuges                      | 230              | 10150      | 10149     |
| Herbisse                    | 186              | 10700      | 10172     |
| Mailly-le-Camp              | 1 619            | 10230      | 10216     |
| Montsuzain                  | 329              | 10150      | 10256     |
| Nozay                       | 128              | 10700      | 10269     |
| Ormes                       | 196              | 10700      | 10272     |
| Poivres                     | 163              | 10700      | 10293     |
| Pouan-les-Vallées           | 479              | 10700      | 10299     |
| Saint-Étienne-sous-Barbuise | 130              | 10700      | 10338     |
| Saint-Remy-sous-Barbuise    | 144              | 10700      | 10361     |
| Semoine                     | 218              | 10700      | 10369     |
| Torcy-le-Grand              | 421              | 10700      | 10379     |
| Torcy-le-Petit              | 80               | 10700      | 10380     |
| Villette-sur-Aube           | 216              | 10700      | 10429     |
| Villiers-Herbisse           | 91               | 10700      | 10430     |
| Voué                        | 522              | 10150      | 10442     |